# Advektion
Advektion (von lat. advectare = heranbewegen, holen) bezeichnet allgemein das Heranführen von Dingen und wird häufig synonym mit dem Begriff Strömungstransport (Konvektion) genutzt.
Im englischen Sprachraum wird die Konvektion unterteilt in die Advektion als gerichtetem Strömungstransport und die auf atomarer Ebene ungerichtet verlaufende Diffusion.

## Advektion in der Meteorologie
In der Meteorologie wird der Begriff Advektion im Zusammenhang mit dem Heranführen von Luftmassen verwendet, d. h. mit der horizontalen Bewegung der Luft.  Man spricht von einer Temperaturadvektion, einem horizontalen Spezialfall der Konvektion, wenn der Windvektor eine Komponente in Richtung des Temperaturgradienten hat. Das heißt, die herangeführte Luft hat eine andere Temperatur als die abgeführte. Weht der Wind hingegen senkrecht zum Temperaturgradienten und damit parallel zu den Isothermen, dann ist die Advektion Null. Grundsätzlich können die Eigenschaften eines Fluids durch Advektion, d. h. kontinuierlich mit der großräumigen Strömung, transportiert werden. Beispielsweise wird es bei Advektion von Warmluft überall im betrachteten Gebiet gleichmäßig wärmer.
In der Strömungsphysik wird die gesamte Advektion von Wärme als Konvektion bezeichnet. In der Meteorologie dagegen bedeutet Konvektion nur die vertikale Advektion von Wärme.

## Advektion in anderen Geowissenschaften
In der Hydrologie und Geologie bezeichnet man als Advektion den Transport eines im Wasser gelösten oder suspendierten Stoffes mit der Strömung des Wassers, also mit dessen mittlerer Geschwindigkeit und Richtung.

## Advektion beim Segelflug
Man spricht von Advektionsfreiheit, wenn eine Advektion von Kaltluft vorherrscht, bei der lange Strecken zurückgelegt werden können. Sie wird daran erkannt, dass der Wind bei zunehmender Höhe nach links dreht. Die Warmluftadvektion ist dem entgegengesetzt.